# تپه گل بداغ
تپه گل بداغ در شهرستان شازند، بخش سربند، روستای گل بداغ واقع شده و این اثر در تاریخ ۹ اردیبهشت ۱۳۸۲ با شمارهٔ ثبت ۸۵۸۱ به‌عنوان یکی از آثار ملی ایران به ثبت رسیده است.